# Cladomnion
Cladomnion, monotipski rod pravih mahovina iz porodice Ptychomniaceae. Jedina priznata vrsta je C. ericoides, široko rasprostranjena endemska vrsta koja se nalazi u vlažnim šumama Novog Zelanda .
Cladomnion ericoides je epifit koji se nalazi na deblima i granama drveća. Uspravne do viseće stabljike duge su 5-10 cm, s listovima koji se tijesno preklapaju i nemaju žilicu (živac). Listovi imaju izrazite uzdužne brazde i refleksne vrhove.